# تپه نصرک
تپه نصرک در شهرستان دشتستان، بخش شبانکاره، دهستان شبانکاره، روستای دهداران واقع شده و این اثر در تاریخ ۲۸ اسفند ۱۳۸۵ با شمارهٔ ثبت ۱۸۶۵۹ به‌عنوان یکی از آثار ملی ایران به ثبت رسیده است.